# Cilicaea beddardi
Cilicaea beddardi là một loài chân đều trong họ Sphaeromatidae. Loài này được Stebbing miêu tả khoa học năm 1905.